# Diana Richardson
Diana Richardson, née en 1954 au KwaZulu-Natal, est une autrice américaine. 

## Biographie
Originaire d’Afrique du Sud, Diana Richardson est diplômée en droit de l'Université de KwaZulu-Natal à Durban. Elle est également titulaire d’un diplôme d'enseignante en massage thérapeutique, obtenu au Royaume-Uni.
Diana Richardson se consacre tout d’abord à la défense des droits humains en Afrique du Sud, avant de s’orienter vers les thérapies corporelles et la méditation. Pendant plus de vingt ans, elle enseigne le massage thérapeutique.
Elle habite en Suisse, dans la région de l'Emmental.

## Approche tantrique
Diana Richardson étudie les pratiques tantriques en Inde, lors de différents séjours d’apprentissage, tout en se revendiquant disciple du mystique guru indien Osho. 
Pour la praticienne, chaque personne peut ainsi faire l’expérience d’une vie amoureuse épanouie, en mêlant rencontre sexuelle et méditation. Cette approche est définie par Diana Richardson comme le concept de slow sex,,. 
Depuis 1993, elle se consacre à l’enseignement de la sexualité tantrique à travers différents séminaire, dont l’atelier The Making Love Retreat, co-animé avec son partenaire Michael Richardson,.
Diana Richardson est également l’autrice de différents ouvrages dédiés à une approche tantrique de la vie et de la sexualité. En 2013, elle publie l'ouvrage de référence Slow Sex: Faire l'amour en conscience publié aux Éditions Almasta,.